# Max Hirsch (ekonom)
Max Hirsch, född 30 december 1832 i Halberstadt, död 26 juni 1905 i Bad Homburg, var en tysk nationalekonom och socialpolitiker; bror till Adolphe Hirsch.
Hirsch studerade 1850-55 juridik, statskunskap och filosofi, varefter han företog resor i Frankrike och Nordafrika. Efter sin hemkomst grundlade han i Berlin veckotidningen "Der Fortschritt", i vilken han behandlade politiska och ekonomiska frågor. År 1862 påbörjade han en ivrig praktisk socialpolitisk verksamhet, som särskilt efter en studieresa till England och Skottland 1867 fick ett bestämt mål. Genom energisk agitation frambringade han nämligen, med de engelska fackföreningarna som förebild, tillsammans med Franz Duncker, liknande arbetarförbund, så kallade Hirsch-Dunckerschen Gewerkvereine. Detta inleddes på ett möte i Berlin 1868, och innan utgången av 1869 hade det redan upprättats 267 lokalföreningar med omkring 30 000 medlemmar. De riktade sig mot de socialdemokratiska fackföreningarna, av vilka dock snart kom att bli helt dominerande. 
Rörelsens organ var den 1868 grundade veckotidningen "Der Gewerk-Verein". Som dess centralfigur fick han stort inflytande, även politiskt. År 1869 invaldes han i Nordtyska förbundets riksdag och blev 1877 ledamot av tyska riksdagen, där han anslöt sig till Deutsche Fortschrittspartei. År 1872 medverkade han i bildandet av Verein für Socialpolitik. 
Förutom en del reseskildringar utgav han ett större antal socialpolitiska broschyrer, som Die gegenseitigen Hilfskassen und die Gesetzgebung (1875), Die hauptsächlichen Streitfragen der Arbeiterbewegung (1886), L'organisation ouvrière en Allemagne (1891), Leitfaden mit Muster und Statuten für freie Hilfskassen (1892), Die Arbeiterfrage und die deutschen Gewerkvereine (1893) och Die Entwickelung der Arbeiterberufsvereine in Großbritannien und Deutschland (1896), Leitfaden zum Gewerbe-Gerichtsgesetze (1902).